# خلدون قتلان
خلدون خالد قتلان (25 يناير 1970 -) هو كاتب سيناريو سوري.

## حياته ومسيرته
من مواليد دمشق له العديد من الأعمال التلفزيونية منها زهرة النرجس والبقعة السوداء والجذور العائمة والخونة وبواب الريح الذي يعد عملاً اشكالياً يتحدث عن فتنة حرب الستين في جبل لبنان وانتقلت إلى دمشق فحصدت آلاف الضحايا. ويعد العمل الأول من نوعه الذي يتحدث عن تلك الفترة.

## أعماله[4]
1. الجذور العائمة
2. الخونة
3. زهرة النرجس 2008
4. البقعة السوداء 2010
5. ياسمين عتيق 2013
6. بواب الريح 2014
7. حرملك 2014
8. قناديل العشاق 2017
9. جوقة عزيزة 2022[5]